# Твій син
«Твій син» (латис. «Tavs dēls») — радянський художній фільм режисера Гунара Пієсіса. Мелодрама за сценарієм Андрія Дріпе, знята на Ризькій кіностудії у 1978 році.

## Сюжет
Для Валдіса Крастса — благополучного і честолюбного студента архітектурного факультету Політехнічного інституту — настала пора нелегких випробувань. Жінка, з якою він збирався розлучитися, вагітна і не хоче робити аборт. Мати закохалася і, попри всі аргументи сина, готова повторно одружитися. Її обранець, талановитий інженер-гідробудівник, домовився з керівництвом ризького інституту про направлення групи студентів, в складі якої буде Валдіс, на будівництво великої сибірської гідроелектростанції, де Вадим Миколайович керує відповідальною ділянкою. Там, на березі великої і красивої північної ріки, Валдіс приймає важке рішення — не заважати щастю своєї матері. Розуміє, що і його народжений син не повинен рости без батька.

## У ролях
- Айгарс Крупінс — Валдіс
- Аїда Зара — Гуна
- Вія Артмане — Ельза Вітрупе
- Ігор Лєдогоров — Вадим Корольов
- Антра Лієдскалниня — Херда
- Андрейс Жагарс — студент
- Карліс Себріс — художник-ювіляр
- Улдіс Думпіс — Пурвіньш
- Ольгерт Кродерс — критик
- Харій Спановскіс — Жаніс
- Ромуалдс Анцанс — друг з гостей
- Віра Сингаївська — епізод

## Знімальна група
- Автор сценарію: Андрій Дріпе, Гунар Пієсіс
- Режисер-постановник: Гунар Пієсіс
- Оператор-постановник: Мартиньш Клейнс
- Композитор: Імантс Калниньш
- Художник-постановник: Улдіс Паузерс
- Звукооператор: Гліб Коротєєв